# Дарк-эмбиент
Дарк-э́мбиент (от англ. dark — «тёмный», «мрачный»; англ. ambient — «окружающий», «внешняя среда») — жанр постиндустриальной музыки, который характеризуется зловещим, мрачным гудением и часто мрачной, монументальной или катакомбальной атмосферой, частично с диссонирующими обертонами. Он демонстрирует сходство с эмбиентом, жанром, который многие исполнители дарк-эмбиент называли основным источником вдохновения, как концептуально, так и композиционно. Хотя в основном он генерируется электронным способом, дарк-эмбиент также включает в себя сэмплирование инструментов, на которых играют вручную, и полуакустические процедуры записи.

## Этимология
Термин «дарк-эмбиент» был придуман в начале 1990-х годов Роджером Карманником для описания музыки Raison d'être и других похожих исполнителей, в основном с лейбла Cold Meat Industry.

## Характеристики
Дарк-эмбиент часто состоит из развивающихся диссонансных гармоний, бурдонов и резонансов, низкочастотного гула и шума машин, иногда дополняемых гонгами, ударными ритмами, гуделками, искажёнными голосами и другими найденными звуками, часто обработанными до такой степени, что оригинальный сэмпл невозможно распознать. Например, целые альбомы могут быть основаны на записях радиотелескопа (Arecibo — Trans-Plutonian Transmissions), лепете новорождённых (Nocturnal Emissions — Mouths of Babes) или звуках, записанных с помощью контактных микрофонов на телеграфных проводах (Алан Лэмб — Primal Image).
В целом, музыка имеет тенденцию вызывать чувство одиночества, меланхолии, ограничения, темноты и изоляции. Однако, хотя тема в музыке, как правило, «тёмная» по своей природе, некоторые артисты создают более органичные звуковые ландшафты. Серия Symphonies of the Planets, сборник работ компании Brain/Mind Research, вдохновлённая плазменными волнами звуковых частот, записанными беспилотными космическими зондами Вояджер, также может считаться органичным проявлением дарк-эмбиента.

## История
Дарк-эмбиент берёт своё начало в 1970-х годах с появлением новых, меньших и более доступных блоков эффектов, синтезаторов и технологий сэмплирования. Ранние элементы жанра можно найти в альбоме D.o.A: The Third and Final Report of Throbbing Gristle (1978) группы Throbbing Gristle и в саундтреке к фильму Голова-ластик (1977) Дэвида Линча. Важными ранними предшественниками жанра были двойной альбомом  Zeit (1972) группы Tangerine Dream, который, в отличие от большинства их последующих альбомов, отказался от любого понятия ритма или определяемой мелодии в пользу «мрачно» извилистого, иногда тревожного звучания; а также дебютный альбом Affenstunde (1970) другой краут-рок-группы Popol Vuh.
Такие проекты, как Lustmord, Nocturnal Emissions, Hafler Trio, Zoviet France и Lab Report развились из индустриальной музыки в 1980-х годах и были одними из первых артистов, последовательно создававших дарк-эмбиент музыку. Эти артисты используют индустриальные принципы, такие как нойз и шоковая тактика, но используют эти элементы более тонко. Кроме того, эмбиент-индастриал часто имеет сильные оккультные тенденции с особым уклоном в сторону магии, как её излагал Алистер Кроули, и магии хаоса, что часто придает музыке ритуальный оттенок.
Альбом Deep Listening (1989), написанный пионером электронной и экспериментальной музыки Полиной Оливерос в сотрудничестве со Стюартом Демпстером и Панайотисом (см. Deep Listening Band), а также альбом Zamia Lehmanni: Songs of Byzantine Flowers (1986) австралийской группы SPK упоминаются как оказавшие значительное влияние на развитие дарк-эмбиента.
В 1990-х появляются новые направления в рамках дарк-эмбиента: изоляционистский эмбиент, блэк-эмбиент. К влиятельным деятелям дарк-эмбиента 1990-х относят группы Endura, Autopsia, Deutsch Nepal, Thomas Köner, Vidna Obmana, Lull, Muslimgauze, Raison d’être, Hwyl Nofio.
В новом тысячелетии становится популярным дроун, появляется множество высокопроизводительных исполнителей из США: Celer, Tarentel, Double Leopards, Zelienople, а также из других стран: Timothy D. Hecker, Jannick Schou (Cylon), Fabio Orsi, Mathias Josefson. Много исполнителей дроуна появляется в России: Frozen Star, MoozE, Bardoseneticcube, Старуха Мха, Lunar Abyss Deus Organum, LostSilver, Neznamo, Closing the Eternity, Cisfinitum, Exit in Grey.

## Разновидности и ответвления стиля

### Изоляционистский эмбиент
Изоляционизм (англ. isolationism), также известный как изоляционистский эмбиент (англ. isolationist ambient), — стиль эмбиент-музыки, популярный в 1990-х годах. Термин был придуман британским музыкантом Кевином Мартином и впервые появился в печати в выпуске журнала The Wire за сентябрь 1993 года. Он описал это как форму раздробленной, приглушенной музыки, которая «отталкивает» слушателей. В 1994 году Мартин курировал сборник Isolationism, в который вошли различные примеры жанра.

### Блэк-эмбиент
Блэк-эмбиент (англ. black ambient, «чёрный эмбиент») — стиль, в котором дарк-эмбиент становится по-настоящему пугающим и кошмарным; такой подход стал востребованным больше всего у блэк-металистов, поэтому также используются непосредственно элементы блэк-метала (дисторшн, скриминг). Жанр зародился в 1980-х годах. Жанр характеризуется расстроенными акустическими гитарами, расстроенными барабанами, мрачным синтезатором, скримом или шрайком, и иногда электро-гитарой под дисторшном. Жанр основан был во Франции благодаря авант-группе «Les Légions Noires». Жанр делает акцент не на мрачность, а на атмосферу и ужас при прослушивании.

### Данжен-синт
Данжен-синт (англ. dungeon synth) — это жанр синтезаторной лоу-фай музыки, зародившийся в начале 1990-х годов в среде блэк-металлистов. Происхождение термина относится к фразе «Dark Dungeon Music», которой характеризовал свою музыку один из основателей движения Mortiis. В дальнейшем стиль был пересмотрен в начале 2010-х, а термин «dungeon synth» впервые был использован в 2011 году автором одноимённого блога Эндрю Вердна.
Музыканты жанра часто черпают вдохновение из саундтреков к RPG видеоиграм, из инструментальных вступлений блэк-метал композиций, а также из синтезаторных элементов дарквейва и дарк эмбиента. Благодаря этому, музыкальный жанр часто ассоциируют с музыкой компьютерных игр.

### Дроун-эмбиент
Дроун-эмбиент возник в конце XX века в результате заимствования эмбиентом элементов дроуна. Для произведений в этом стиле характерны монотонные низкочастотные гудения, разноритмовые вибрации и резонансы, гармонические абстракции, а также часто используются записи инструментов, пущенные задом наперёд, что создаёт в сумме сплошной звуковой ландшафт. Изначально источниками звука были электрогитары (дроун-метал), позднее к ним прибавились природные (звуки ветра, воды) и синтезируемые звуки, обработанные в соответствии с канонами жанра.